# A-105 (Аполо)
A-105, наричан също и SA-10 или Сатурн-Аполо 10, е десетата и последна мисия на ракетата-носител „Сатурн“, петата с макет на кораба и трета оперативна мисия. Полезният товар е макет на командния и сервизния модул на космическия кораб „Аполо“. Ракетата извежда в орбита и третия спътник по програмата „Пегас“ – „Пегас В“ или „Пегас 3“.

## Цели на полета
Мисията е с почти същите задачи като предходните А-103 и А-104. Целта е да се проверят компонентите на космическия кораб „Аполо“ и извеждане в орбита на пътника „Пегас В“. Макетът на космическия кораб „Аполо“ този път е така коригиран, че в обслужващия модул е поставен спътника „Пегас“. Втората степен на обслужващия модул трябва да достигне орбита със спътника и да остане с него до обратното му навлизане в атмосферата. Спътника „Pegasus“ ще излезе от вътрешността на обслужващия модул и след това ще разтвори панели си и ще започне своята работа. Целите на спътника са изпробване механичната и структурната му функционалност, както и електронните му системи и метеоритен анализ и събиране на данни в близка околоземна орбита.

## Ход на полета
Ракетата-носител се състои от първа степен (S-I), и втора (S-IV). Космическият апарат се състои от макет на кораба, команден и обслужващ модул, система за аварийно спасяване. Обслужващия модул се намира и спътника „Пегас“. Системата за аварийно спасяване е изстреляна по време на старта, а командния модул е отделен след навлизането в атмосферата. Спътникът е същият като „Пегас А“ и „Пегас Б“ и тежи около 1805 кг и е с размери 5,28 на 2.13 на 2.41 m. Ширината на крилата е 29,3 m.
Ракетата-носител стартира от Кейп Канаверал, площадка 37B в 08:00 ч. EST. (13:00 GMT) на 30 юли 1965 г. Изстрелването минава нормално, а полезния товар влиза в орбита около 10,7 минути след старта. Общата маса, изведена в орбита е 15 621 кг.

## Резултати
Планираната орбита и скорост са много близки до планираните. Спътника Pegasus започва работа 812 секунди след изстрелването и разтваря двете си крила за откриване на метеорити около 40 секунди по-късно. Предполагаемият полезен живот на Pegasus в орбита е около 720 дни, но е експлоатиран до 29 август 1968 г. Всички основни и второстепенни цели са изпълнени.